# Talat Tunçalp
Talat Tunçalp (Istanbul, 1917 o 1919? - 1 de gener de 2017) fou un ciclista turc. Va representar a Turquia en els Jocs Olímpics d'Estiu de 1936, juntament amb cinq altres ciclistes turcs: Orhan Suda, Tacettin Öztürkmen, Kazım Bingen, Kirkor Canbazyan, i Eyüp Yılmaz. També va participar en els Jocs Olímpics d'Estiu de 1948, juntament amb Cavit Cav i Suda. Va ser President de la Federació turca de Ciclisme, entre 1950 i 1968. Tunçalp fou l'esportista olímpic més vell viu de Turquia, fins a la seva mort als 101 anys, i va rebre un "premi d'honor" per aquesta raó, el 2016, de mans del president del Comite Olímpic turc.